# Luis Antonio Arévalo
Luis Antonio Arévalo Espadas (Miguelturra, 10 de septiembre de 1982) es un deportista español que compitió en natación adaptada. Ganó una medalla de bronce en los Juegos Paralímpicos de Sídney 2000 en la prueba de 4 × 100 m estilos (clase S11-13).

## Palmarés internacional
| Juegos Paralímpicos | Juegos Paralímpicos | Juegos Paralímpicos | Juegos Paralímpicos      |
| Año                 | Lugar               | Medalla             | Prueba                   |
| ------------------- | ------------------- | ------------------- | ------------------------ |
| 2000                | Sídney (Australia)  | Medalla de bronce   | 4 × 100 m estilos S11-13 |